# Thomas MacDonald Patterson

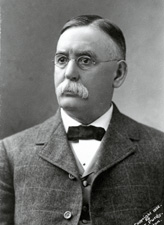
Thomas MacDonald Patterson

Thomas MacDonald Patterson (* 4. November 1839 im County Carlow, Irland; † 23. Juli 1916 in Denver) war ein US-amerikanischer Politiker (Demokratische Partei), der den Bundesstaat Colorado in beiden Kammern des US-Kongresses vertrat.
Als Thomas Patterson noch ein Junge war, verließ er mit seinen Eltern Irland und wanderte in die Vereinigten Staaten aus, wo sich die Familie 1849 in New York niederließ. Einige Jahre später zogen die Pattersons nach Crawfordsville in Indiana, wo der junge Thomas in einer Druckerei, bei einem Uhrmacher und schließlich bei einem Juwelier beschäftigt war. Beim Ausbruch des Sezessionskrieges im Jahr 1861 trat er der Unionsarmee bei und kämpfte für das 11. Regiment der Indiana Volunteer Infantry. Im folgenden Jahr kehrte er nach Hause zurück und schloss seine Ausbildung auf der Indiana Asbury University sowie dem Wabash College ab.
1867 wurde Patterson in die Anwaltskammer aufgenommen, woraufhin er in Crawfordsville zu praktizieren begann. 1872 wurde er in Denver ansässig und eröffnete dort ebenfalls eine Kanzlei; von 1873 bis 1874 war er der Prozessanwalt der Stadt. Seine politische Laufbahn begann ebenfalls 1874 mit der Wahl ins Democratic National Committee, in dem er bis 1880 verblieb. Von 1875 bis 1876 vertrat er das Colorado-Territorium als nicht stimmberechtigter Delegierter im Repräsentantenhaus der Vereinigten Staaten. Nach der Aufnahme Colorados in die Union wurde zunächst James B. Belford erster Kongressabgeordneter des neuen Staates; Patterson focht dessen Wahl jedoch erfolgreich an und nahm das Mandat in der Folge vom 13. Dezember 1877 bis zum 3. März 1879 wahr. Zur Wiederwahl trat er nicht an.
Danach arbeitete Patterson wieder als Jurist in Denver, ehe er 1890 die Rocky Mountain News und später mit der Denver Times eine weitere Zeitung erwarb. In dieser Zeit kandidierte er auch zweimal ohne Erfolg für das Amt des Gouverneurs von Colorado. Am 4. März 1901 kehrte er dann als US-Senat in den Kongress zurück; nach einer sechsjährigen Amtsperiode verzichtete er auch diesmal auf eine mögliche Wiederwahl und konzentrierte sich in der Folge bis zu seinem Tod im Jahr 1916 wieder auf das Zeitungsgeschäft.